# Stockholmshems barnrikehus i Hammarbyhöjden

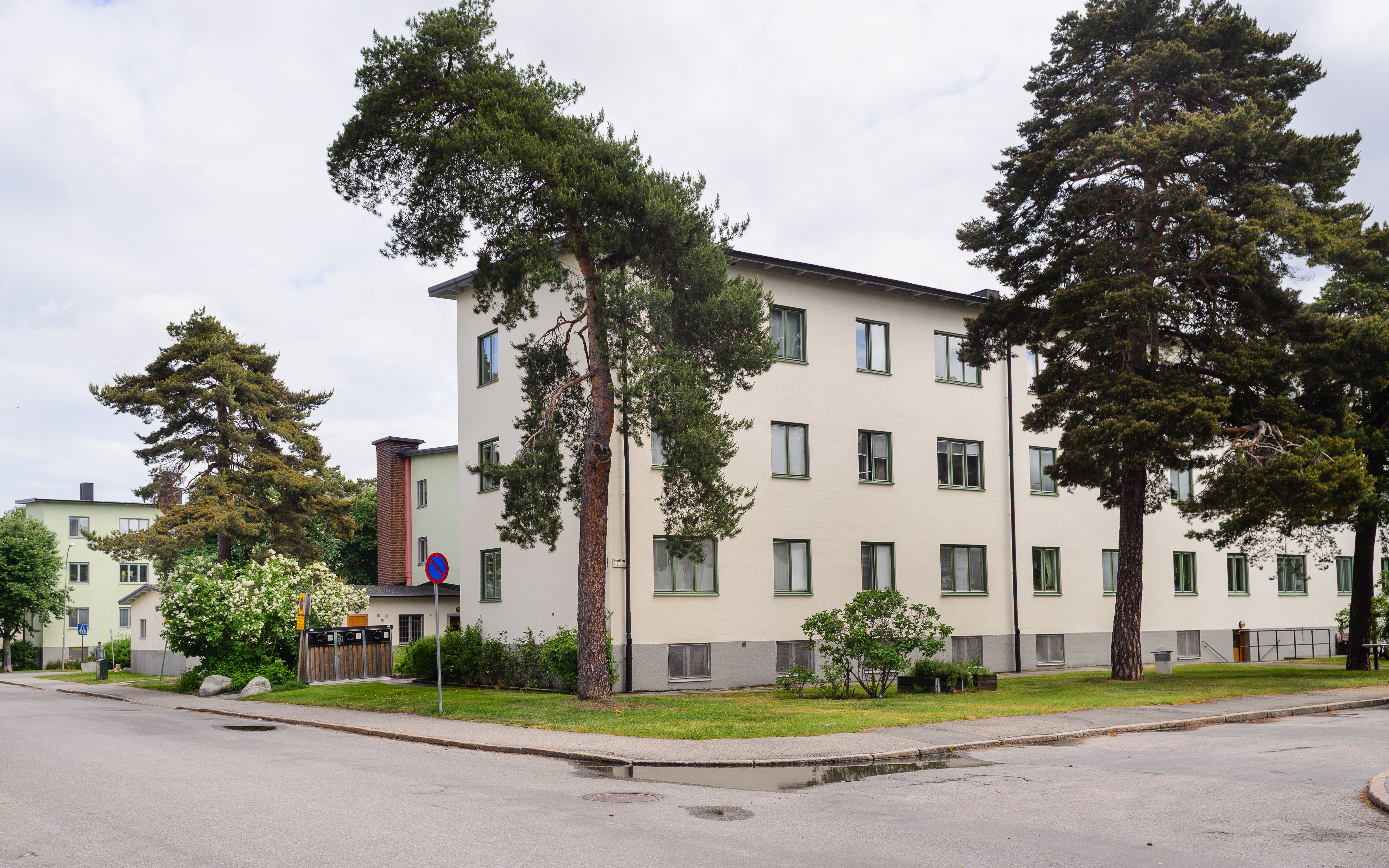
Området sett från söder i juni 2020.

Stockholmshems barnrikehus i Hammarbyhöjden är en anläggning bestående av tio funktionalistiska smalhus uppförda för Stockholmshem 1937–1939. Husen byggdes som barnrikehus och ritades av arkitekt Carl Melin. Husen är belägna i fem angränsande kvarter kring korsningen Petrejusvägen och Johan Printz väg.

## Historik och arkitektur
Anläggningen består av tio smalhus om tre våningar med antingen källare eller suterrängvåning. Byggnaderna har en likartad arkitektur med en sparsmakad utformning utan balkonger vilket är typiskt för barnrikehusen. Samtliga hus har pulpettak och alla utom ett har entréer och trapphus mot norr, vilket innebär, att många av husen har ingång från baksidan. Byggnaderna ligger samlade i fem kvarter och de flesta husen har gavlar mot John Printz väg. Två av byggnaderna har utskjutande byggnadsdelar i ett plan som tidigare har inrymt panncentral och butikslokaler.
Mellan husen finns sparad naturmark med gräs samt barr- och lövträd. På gårdarna finns bevarade piskställningar liksom nyare sophus. Husen är indragna från gatan och på förgårdarna finns gräs och buskar, samt i några fall träd.
Anläggningen byggdes som barnrikehus finansierade med statliga lån för bostäder åt mindre bemedlade barnrika familjer. Lånereglerna ställde bland annat krav på en minimistandard om två rum och kök samt att lägenheterna skulle ha varm- och kallvatten. En barnstuga fanns i ett grannkvarter vilket också var ett krav för större anläggningar med barnrikehus.
Byggandet av barnrikehus var intensivt åren före andra världskriget och de allmännyttiga bostadsbolagen AB Familjebostäder och Stockholmshem uppförde sammanlagt 1965 bostäder. Bland de första som färdigställdes i oktober 1936 finns Familjebostäders hus i kvarteret Humlan 5 i Hammarbyhöjden.

## Bilder

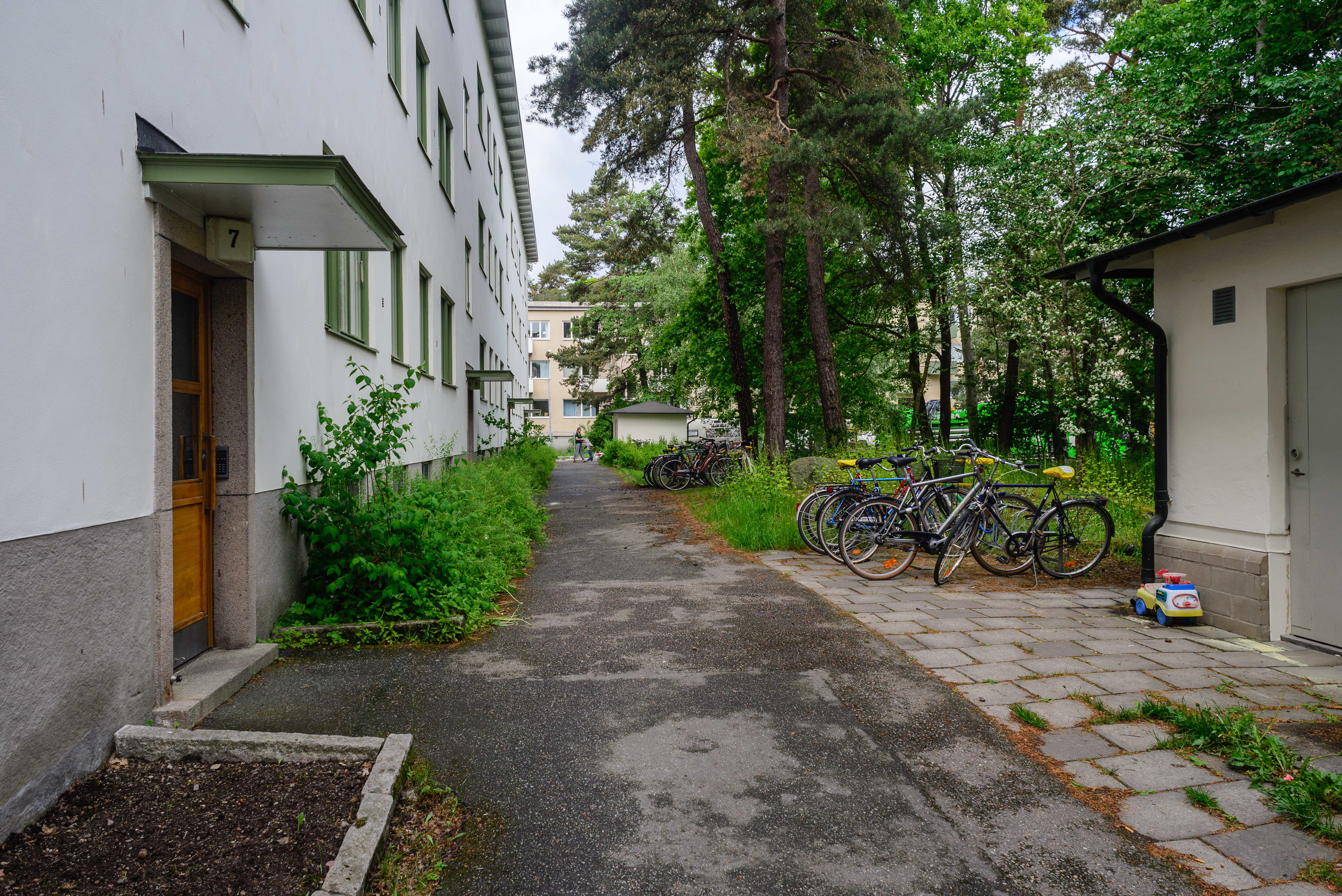
Med undantag för ett hus är entréerna och trapphus placerade mot norr vilket innebär att flera av husen har ingång från baksidan.
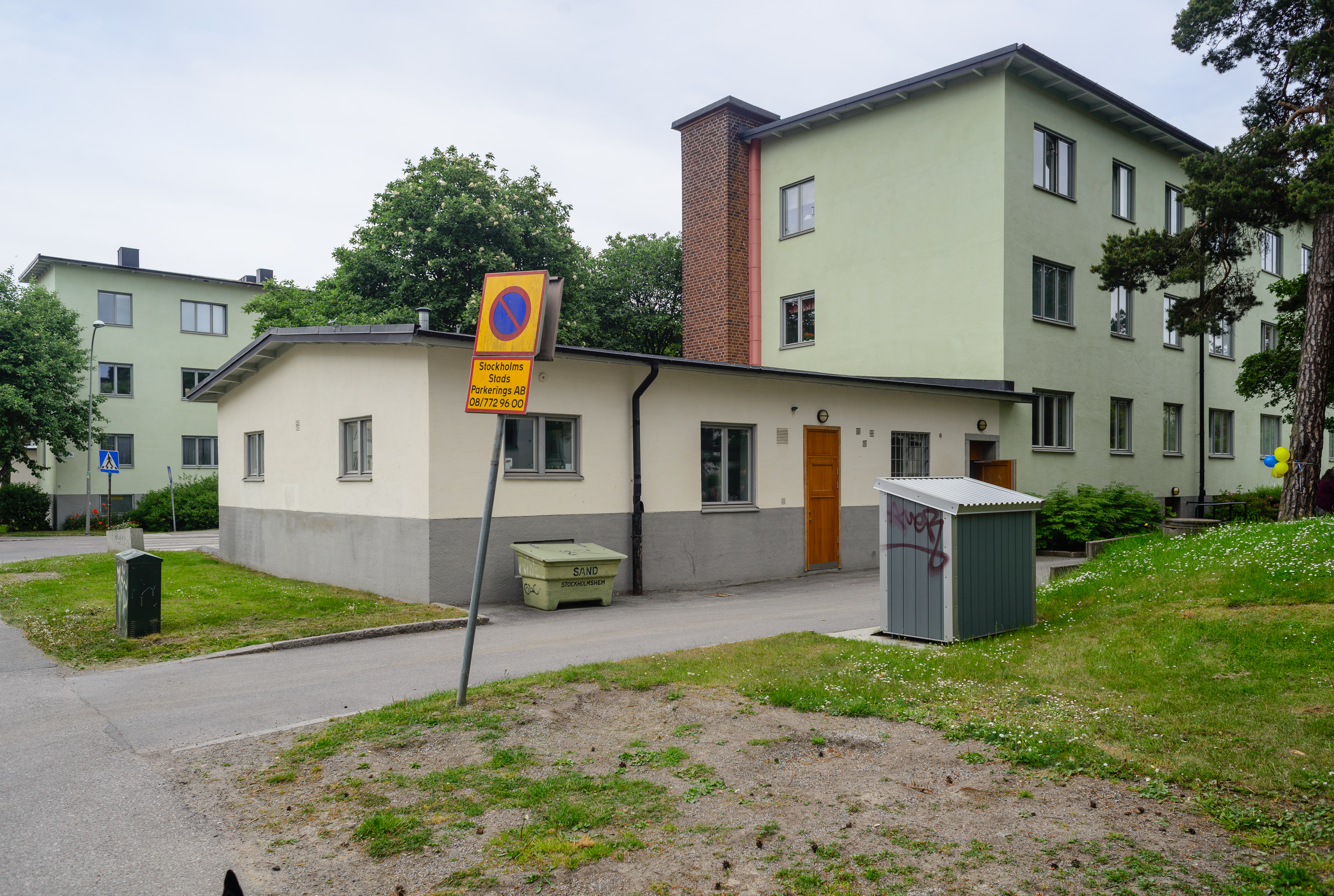
Tidigare panncentral som byggts om till kvarterslokal.
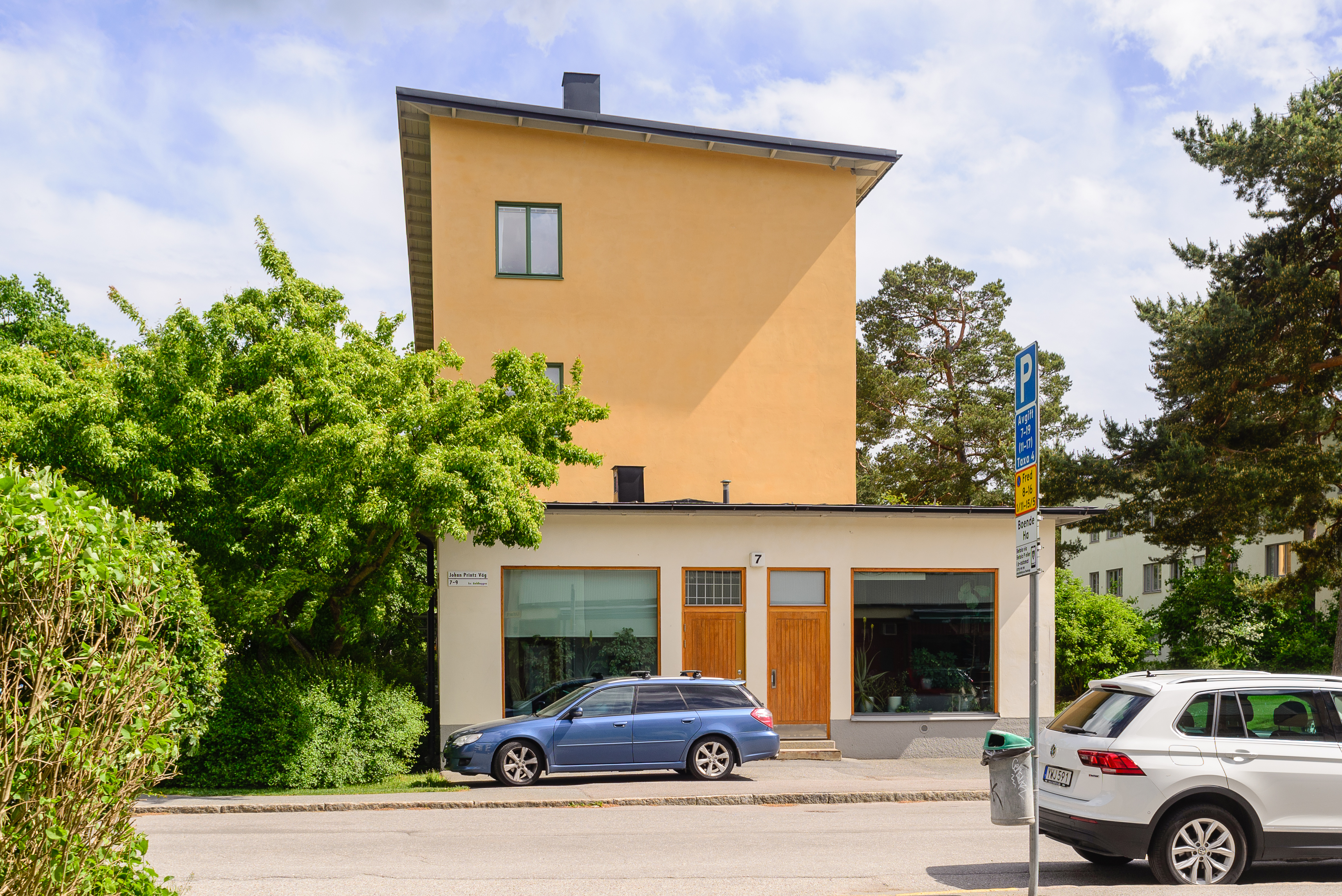
Tidigare butikslokal som har byggts om till kontor.
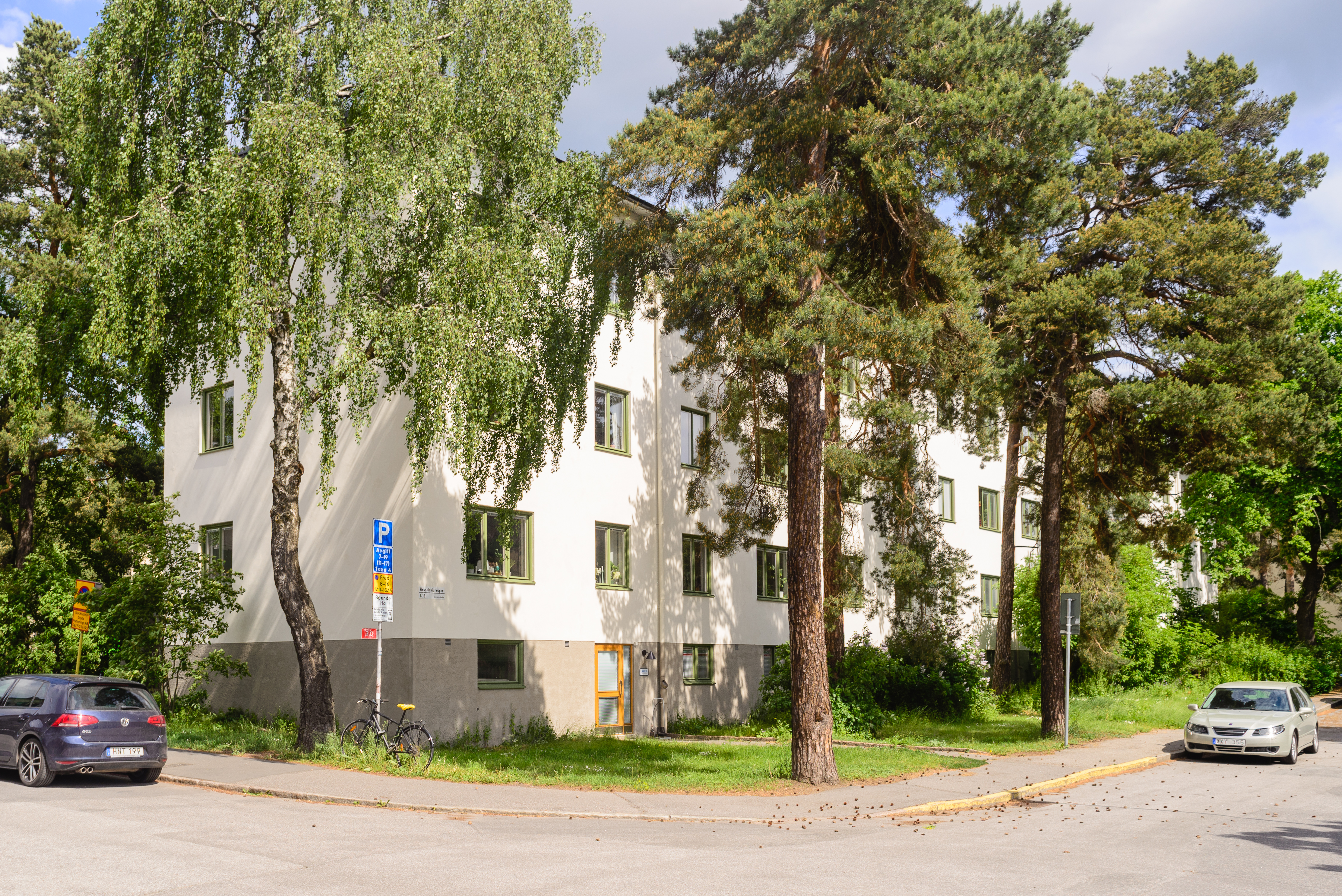
På förgårdarna och runt husen finns träd och buskar.

## Kulturhistoriskt värde
Anläggningen inventerades av Stockholms stadsmuseum 2006 och samtliga tio hus blåmärktes vilket innebär att de bedöms ha synnerligen högt kulturhistoriskt värde. I inventeringen lyfts fram att byggnaderna är välbevarade och har en tidstypisk sparsmakad utformning utan balkonger vilket var typiskt för barnrikehusen samt att den sociala tanken bakom anläggningen också ger ett samhällshistoriskt värde. Inventeringen lyfter också fram Blåvingen 3 med sin långa böjda fasad som viktig för stadsbilden.
Husen är tillsammans med Polarforskaren 10 de enda bostadshusen i Hammarbyhöjden som har blåmärkts.

## Byggnadslista
| Bild | Fastighetsbeteckning  | Gatuadress             | Byggnadsår | Byggnadsbeskrivning                       |
| ---- | --------------------- | ---------------------- | ---------- | ----------------------------------------- |
|      | Blåvingen 3 (hus 1)   | Petrejusvägen 22–24    | 1937–1938  | Bebyggelseregistrets byggnadspresentation |
|      | Blåvingen 3 (hus 2)   | Petrejusvägen 24–32    | 1937–1938  | Bebyggelseregistrets byggnadspresentation |
|      | Ekoxen 1              | Fabritiusgatan 2–6     | 1937–1938  | Bebyggelseregistrets byggnadspresentation |
|      | Guldbaggen 1 (hus 1)  | Hasselquistvägen 10–16 | 1938–1939  | Bebyggelseregistrets byggnadspresentation |
|      | Guldbaggen 1 (hus 2)  | Petrejusvägen 31–37    | 1938–1939  | Bebyggelseregistrets byggnadspresentation |
|      | Guldbaggen 1 (hus 3)  | Hasselquistvägen 2–8   | 1938–1939  | Bebyggelseregistrets byggnadspresentation |
|      | Nattsländan 2 (hus 1) | Hasselquistvägen 9–15  | 1938–1939  | Bebyggelseregistrets byggnadspresentation |
|      | Nattsländan 3 (hus 1) | Hasselquistvägen 1–7   | 1938–1939  | Bebyggelseregistrets byggnadspresentation |
|      | Spindeln 1 (hus 1)    | Johan Printz väg 13–17 | 1937–1938  | Bebyggelseregistrets byggnadspresentation |
|      | Spindeln 1 (hus 2)    | Petrejusvägen 34–40    | 1937–1938  | Bebyggelseregistrets byggnadspresentation |